# Ú
Ú (minuskule ú) neboli česky ú s čárkou je písmeno latinky. Vyskytuje se v češtině, zde je 34. v pořadí, označuje délku a používá se na začátku slov, ve slovech složených nebo odvozených tam, kde část slova začíná dlouhým „u“ (například ve slově trojúhelník), dále ve slovech přejatých (například rúž), v citoslovcích nebo slovech zvukomalebných (například búú) a v dalších slovech, kde etymologicky nepřísluší psát ů, tj. slovech, které neprošly hláskovou změnou /ó/ > /uo/ > /ú/ (např. ocún, které vzniklo od spojení ots - jun tedy znova mladý, či starobylé místní názvy jako např. Kúsky u Velkého Meziříčí nebo v nářečních výrazech); v ostatních případech se uprostřed a na konci slova k označení dlouhého „u“ používá ů s kroužkem. Dále se používá ve faerštině, kde je 24. písmenem abecedy. Zde může reprezentovat tyto případy:
- Krátké [ʏ] v takových slovech jako krúss [kɹʏsː]
- Krátké [ɪ] před /ɡv/ v takových slovech jako kúgv [kɪɡv], ale také například ve slově brúdleyp [bɹɪdlɛip]
- Dlouhé [ʉu], jako ve slovech úti [ʉuːtɪ], hús [hʉuːs].

Dále se používá ve slovenštině jako 39. písmeno abecedy a v maďarštině jako 36. písmeno abecedy, v obou jazycích vyznačuje jako v češtině dlouhé ú; dále v islandštině, kde označuje krátké u (podle výslovnosti) (na rozdíl od u – podle výslovnosti ü).
Pro vyznačení přízvuku, někdy také k označení cizího původu slova se používá jakožto varianta písmene u například v těchto jazycích a/nebo systémech transliterace: nizozemština, irština, okcitánština, portugalština, španělština, italština, vietnamština a pchin-jin/pinyin.